# Austin Bradford Hill
Sir Austin Bradford Hill, né le 8 juillet 1897 à Londres et mort le 18 avril 1991 à Ulverston, est un épidémiologiste et statisticien anglais. Pionnier de l'essai clinique randomisé il a, avec Richard Doll, démontré le lien entre le tabagisme et le cancer du poumon.